# Frontière entre les Bahamas et le Royaume-Uni

Carte de la Mer caraïbe

La frontière entre les Bahamas et Royaume-Uni est entièrement maritime et traverse les Îles Lucayes entre les îles de Great Inagua et Mayaguana d'une part, et les Îles Turques-et-Caïques d'autre part.
Il n'y a actuellement au traité bilatéral signé entre les deux parties mais les deux pays ont initié des échanges à partir des années 1990. Si des négociations ont débuté en 1992 et ont abouti à un accord technique conclu en 1996, les frontières maritimes n’ont cependant pas été ratifiées à cette époque. Les deux pays ont ratifié la convention des Nations unies sur le droit de la mer et s'accorde pour définir la frontière comme la ligne équidistante entre les délimitations des deux archipels.
En août 2023, des échanges techniques bilatéraux ont été organisés dans l'optique de pouvoir cette fois-ci définir précisément la frontière à partir de coordonnées géographiques précises et indiscutables.
La frontière rejoint au Sud un éventuel tripoint Bahamas-Haïti-Turques-et-Caïques. L'autre extrémité est situé au nord dans l'Océan atlantique à la limite des ZEE respectives situés à 200 miles des côtes.